# Chugyeogja
The Chaser (em coreano: 추격자 Chugyeogja; bra: O Caçador) é um filme sul coreano de 2008 estrelado por Kim Yoon-seok e Ha Jung-woo. Foi dirigido por Na Hong-jin na sua estreia enquanto director. O filme, que foi inspirado no serial-killer coreano Yoo Young-chul, foi filmado em locações perto de Mangwon no distrito de Mapo-gu, Seul.

## Sinopse
Joong-ho Eom (Kim Yun-seok) é um detetive que se tornou cafetão por problemas financeiros, mas está de volta a ação, quando percebe que suas meninas desaparecem uma após a outra. Uma pista o faz perceber que todas elas estavam com o mesmo cliente, identificado pelos últimos dígitos do celular. Então, o ex-detetive embarca numa caçada feroz ao homem, convencido de que ele ainda possa salvar Kim Mi-jin (Seo Yeong-hie), a última menina desaparecida e acabar com este mistério.

## Elenco
- Kim Yoon-seok ... Eom Joong-ho, ex-policial
- Ha Jung-woo ... Je Yeong-min, serial killer
- Seo Young-hee ... Kim Mi-jin, prostituta
- Koo Bon-woong ... Oh-jot, assistente de Eom Joong-ho
- Kim Yoo-jung ... Eun-ji, filha de Mi-jin
- Jeong In-gi ... Detective Lee
- Park Hyo-joo ... Detective Oh
- Choi Jeong-woo ... Chefe da Policia
- Min Kyeong-jin ... Chefe da equipa de investigação criminal